# Gang Starr Foundation
Gang Starr Foundation est un groupe de hip-hop américain originaire de Boston, dans le Massachusetts.

## Biographie
Gang Starr Foundation est formé en 1993 par The Vikar. En mai 2007, le membre de la Gang Starr Foundation, Big Shug, publie son album solo Readies Sophomore.
En fin 2010, DJ Premier publie une compilation Year Round Records: Get Used To Us, qui fait participer Nick Javas, NYG'z et Khalil, en compagnie de Freddie Foxxx, Lady of Rage, Royce Da 5'9 et KRS-One. Dans une entrevue avec Examiner.com, DJ Premier parle de chansons inédites enregistré en compagnie de son partenaire de Gang Starr, Guru. En janvier 2012, Krumb Snatcha annonce son départ du groupe et de la scène hip-hop à cause d'« éléments imprévus ».
En octobre 2014, DJ Premier publie une mixtape gratuites composées de plusieurs chansons « profondes », de B-sides et autres bonus dans l'histoire du groupe.

## Discographie
- 1993 : Gangstarr Foundation Sampler
- 2004 : Gangstarr Foundation & Ill Kid Records presents Krumb Snatcha Classics
- 2005 : Ahead of the Game
- 2005 : State of the Arts''
- 2005 : Never Say Die (The Pre-Album)
- 2006 : Street Triumph: The Mixxxtape Vol. 1
- 2008 : The Other Side of the Game (Big Shug)
- 2008 : Crazy Like a Foxxx (Bumpy Knuckles)